# Bussiares
Bussiares település Franciaországban, Aisne megyében. Lakosainak száma 131 fő (2022. január 1.). Bussiares Hautevesnes, Licy-Clignon, Lucy-le-Bocage, Marigny-en-Orxois, Torcy-en-Valois és Veuilly-la-Poterie községekkel határos.

## Népesség
A település népességének változása:
| Lakosok száma | 89   | 60   | 75   | 109  | 125  | 141  | 152  | 160  | 151  | 131  |
|               | 1968 | 1982 | 1990 | 2006 | 2013 | 2015 | 2017 | 2019 | 2020 | 2022 |